# 백승도
백승도(1968년 6월 16일 ~ )는 대한민국의 육상 선수이다.
경북체육고등학교와 서울시립대학교를 졸업하고 한국전력공사 육상팀에서 마라톤 선수로 활동했다.
1987년 10월에 세운 5000m 13분 50초 35의 한국 기록은 2006년 지영준이 갱신하기까지 18년 넘게 유지되었다. 2000년 2월 도쿄 마라톤에서 5위를 차지했으며, 2000년 시드니 올림픽마라톤에 국가 대표로 참가했다. 2002년 6월부터 삼성전자 육상단 남자 코치로 있다.

## 주요 대회 성적
| 종목   | 기록    | 날짜    | 대회          | 순위 | 기타           |
| ------ | ------- | ------- | ------------- | ---- | -------------- |
| 마라톤 | 2:08:49 | 2000,2  | 도쿄 마라톤   | 5위  | 개인 최고 기록 |
| 마라톤 | 2:28:25 | 2000,10 | 시드니 올림픽 | 65위 |                |

## 한국 신기록
| 종목  | 기록     | 날짜       | 대회                          | 순위 | 종전 기록           |
| ----- | -------- | ---------- | ----------------------------- | ---- | ------------------- |
| 5000m | 13:50.35 | 1987, 10,2 | 제1회 한국 육상 그랑프리 대회 | 1위  | 김종윤(86) 13:50.65 |

## 수상 경력
- 1998년 아시아 육상선수권 1만m 우승
- 1998년 방콕 아시안게임 5000m 동메달